# Love and Rockets (álbum)
Love and Rockets es el nombre del cuarto álbum de estudio de la banda de rock alternativa inglesa Love and Rockets, lanzado en 1989 por la discográfica Beggars Banquet Records.

## Antecedentes
Love and Rockets cambió el sonido folk de su álbum previo Earth, Sun, Moon a favor de un sonido rock más fuerte, con ciertos tintes góticos y psicodélicos de su banda anterior. Los compositores principales, Daniel Ash y David J había empezado por juntar solamente material propio (más que escribir juntos) en Earth, Sun, Moon.
El álbum le dio a Love and Rocekts su éxito más grande, la canción "So Alive", escrita por Ash. La canción alcanzó un sorprendente número 3 en la lista Billboard Hot 100 y quedó en el número 1 por cinco semanas en la lista US Modern Rock Tracks. Debido a la popularidad del sencillo en los Estados Unidos, Love and Rockets se convertiría en el álbum mejor vendido de la banda en ese país.
Después del lanzamiento del álbum, la banda emprendió una larga gira mundial. Después, en vez de grabar un álbum nuevo y nuevo sencillo que siguiera a "So Alive", David J y Daniel Ash se concentran en sus carreras como solistas, continuando en las direcciones presentadas en este álbum. Ambos presentarían dos álbumes en solitario durante ese periodo (con el baterista Kevin Haskins trabajando principalmente con Ash) antes de regresar como banda para grabar el álbum Hot Trip to Heaven en 1994.
En 2002, el álbum fue remasterizado y expandido a un álbum doble. Las pistas extras del álbum consistieron en un remix del sencillo, tres lados B, las cinco canciones del EP cancelado Swing!, y una sesión radiofónica. El proyecto Swing! fue pensado para lanzar algunas de las más extrañas producciones de la banda, pero el material nunca fue lanzado, con excepción de "Bad Monkey", el cual acabó en el EP Glittering Darkness de 1996.
La canción "The Purest Blue" es una reelaboración radical de la canción "Waiting for the Flood" de Earth, Sun, Moon, y "**** (Jungle Law)" fue reelaborada más tarde como "Bad Monkey", grabada como parte del proyecto Swing!

## Lista de canciones

### Álbum original
- Todas las letras según las notas.  Toda la música por Love and Rockets.

1. "**** (Jungle Law)" – 4:32 (David J.)
2. "No Big Deal" – 4:56 (Daniel Ash)
3. "The Purest Blue" – 3:43 (J.)
4. "Motorcycle" – 3:31 (Ash)
5. "I Feel Speed" – 3:24 (Ash)
6. "Bound for Hell" – 6:01 (J./Traditional)
7. "The Teardrop Collector" – 4:09 (Ash)
8. "So Alive" – 4:16 (Ash)
9. "Rock and Roll Babylon" – 3:22 (J.)
10. "No Words No More" – 3:50 (Ash, Gary Ash)

### Relanzamiento de 2002
Disco uno
1. "**** (Jungle Law)" – 4:32
2. "No Big Deal" – 4:56
3. "The Purest Blue" – 3:43
4. "Motorcycle" – 3:31
5. "I Feel Speed" – 3:24
6. "Bound for Hell" – 6:01
7. "The Teardrop Collector" – 4:09
8. "So Alive" – 4:16
9. "Rock and Roll Babylon" – 3:22
10. "No Words No More" – 3:50
11. "Bike" – 3:54
12. "Bikedance" – 7:07
13. "No Big Deal (Remix)" – 7:11
14. "Dreamtime" – 8:41

Disco dos
1. "Wake Up!" – 3:58
2. "Cuckoo Land" – 2:48
3. "The Early Worm" – 2:13
4. "1000 Watts of Your Love" – 2:48
5. "Bad Monkey" – 4:20
6. "Intro" (Radio Session) – 0:58
7. "1000 Watts of Your Love" (Radio Session) – 3:08
8. "No Words No More" (Radio Session) – 4:11
9. "Interview" (Radio Session) – 34:19

## Personal

### Love and Rockets
- David J.: Voces, Guitarras Acústicas y Eléctricas, Bajo, Armónica, Teclados[2]
- Daniel Ash: Vocals, Guitarras, Bajo, Bajo Fuzz, Saxófono, Teclados Ghost
- Kevin Haskins: Batería, Sampling, Retroalimentación de Guitarra, Percusión, Teclados, Vibes

### Personal adicional
- "Mr. Drum Machine": Caja de ritmos en "The Purest Blue"
- John Fryer: Sintetizador de cuerdas en "The Teardrop Collector"
- Lorna Wright, Sylvia Mason-James, Ruby James: Coros en "So Alive"
- Bill Thorp: Arreglo de cuerdas en "Rock & Roll Babylon" (Bill Thorp y Brian Brooks: Violín; Josie Abbott: Chelo; Penny Thompson: Viola)

## Producción
- Producido por John Fryer y Love and Rockets
- Grabación y Mezcla por John Fryer en los Estudios Blackwing (Londres) excepto "The Purest Blue"; grabado y mezclado por "Whispering Angus" en los Estudios Far Heath Studios (Northamptonshire)